# Mazatán, Nayarit
Mazatán är en ort i Mexiko.   Den ligger i kommunen Compostela och delstaten Nayarit, i den centrala delen av landet, 600 km väster om huvudstaden Mexico City. Mazatán ligger 674 meter över havet och antalet invånare är 956.
Terrängen runt Mazatán är kuperad. Runt Mazatán är det ganska tätbefolkat, med 54 invånare per kvadratkilometer. Närmaste större samhälle är Compostela, 11,1 km nordost om Mazatán. I omgivningarna runt Mazatán växer huvudsakligen savannskog.